# Macajská pataca
Pataca je oficiální platidlo čínské zvláštní správní oblasti Macao, která se rozkládá při ústí Perlové řeky do Jihočínského moře, 60 kilometrů západně od Hongkongu. Jedna pataca sestává ze 100 „avos“ (singulár avo), její mezinárodní ISO 4217 kód je MOP. Macajská měna je plně kryta devizovými zásobami hongkongského dolaru (HKD), na který je zároveň navázana v pevném směnném kurzu 1 HKD = 1,03 MOP. Hongkongské bankovky a mince, přestože nejsou oficiální měnou Macaa, se zde běžně používají souběžně s patacou, ovšem v paritním poměru obou měn. První bankovky patacy uvedla portugalská koloniální správa do oběhu v lednu 1906.

## Bankovky a mince
Bankovky macajské měny jsou vydávány v nominálních hodnotách 10, 20, 50, 100, 500 a 1000 pataca. Jejich rozměry jsou totožné s rozměry bankovek hongkongského dolaru odpovídajících hodnot.
Emisi bankovek patacy zajišťují 2 různé banky (Banco Nacional Ultramarino a Banco da China), v oběhu se tedy vyskytují bankovky s různými vyobrazenými motivy jak na reverzní, tak averzní straně.
Mince jsou raženy v hodnotách 10, 20 a 50 avos, dále pak 1, 2, 5 a 10 patacas.

## Fotogalerie

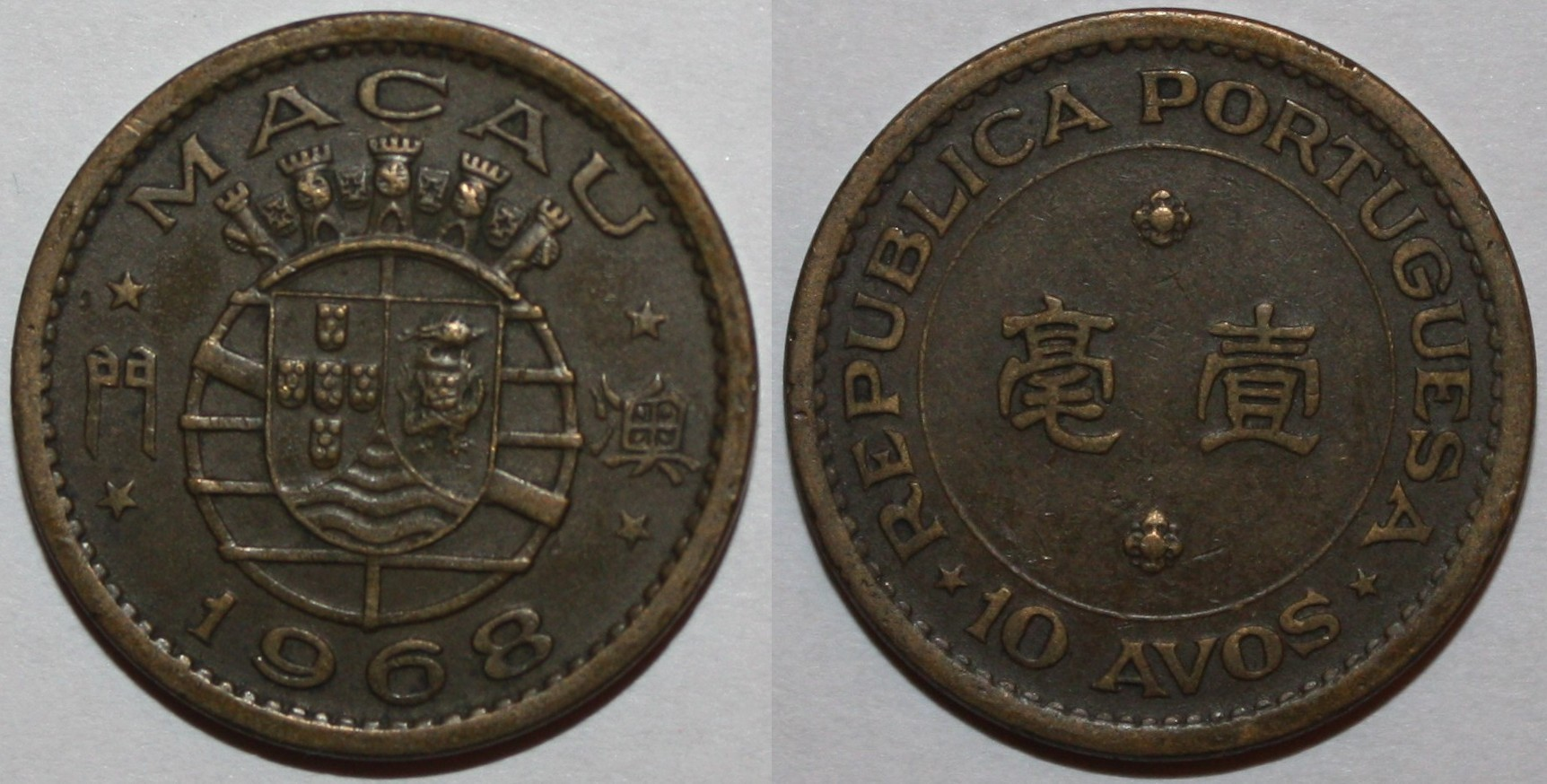
10 Avos, 1968
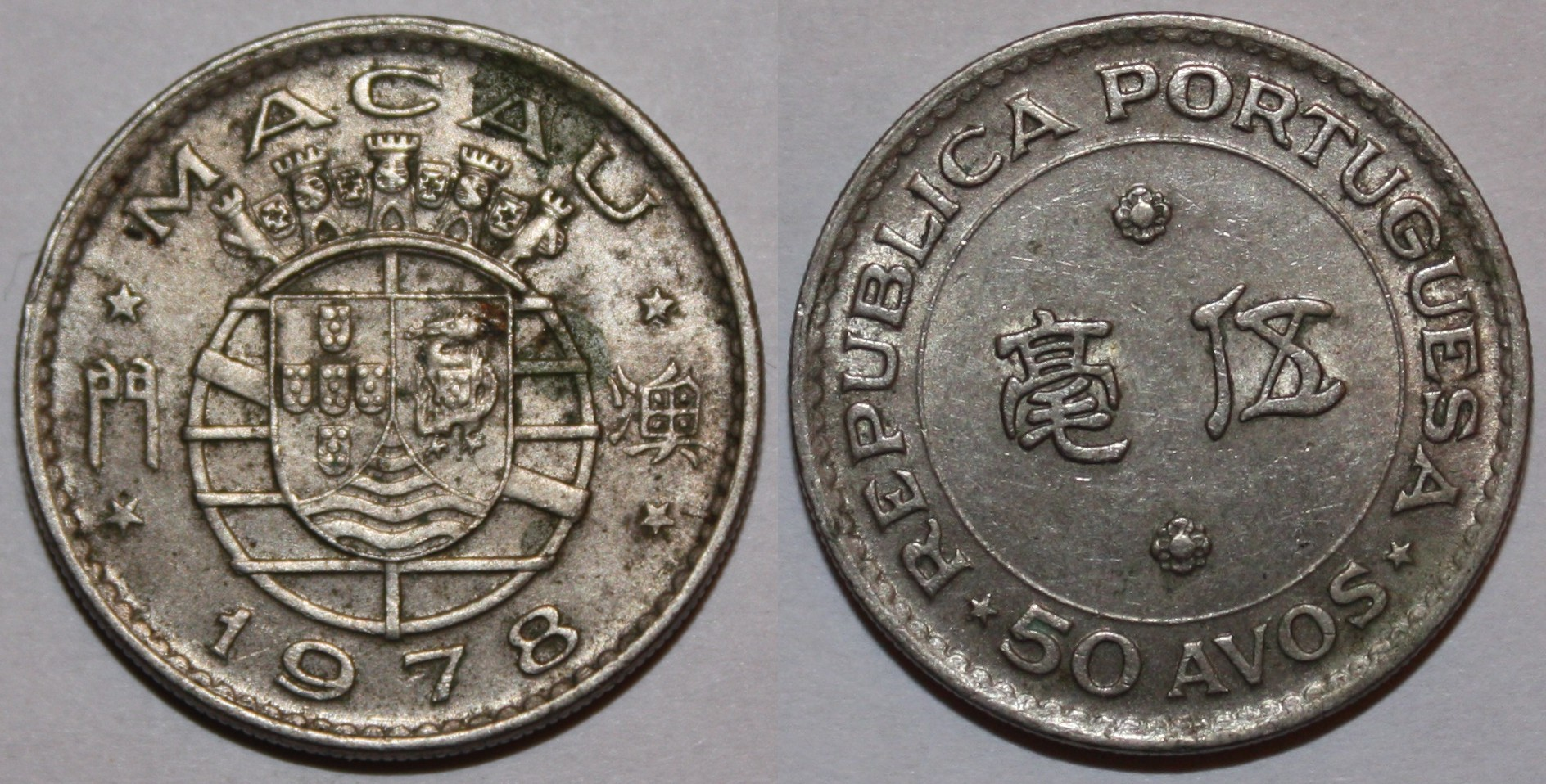
50 Avos, 1978
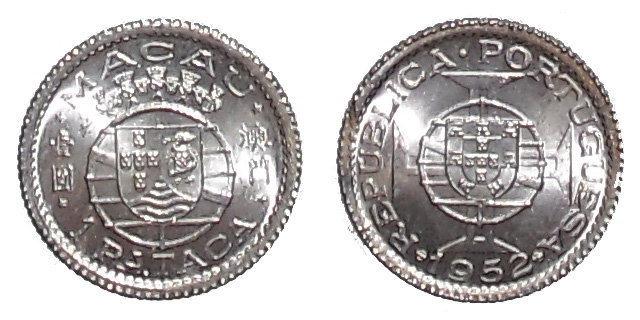
1 Pataca, 1952
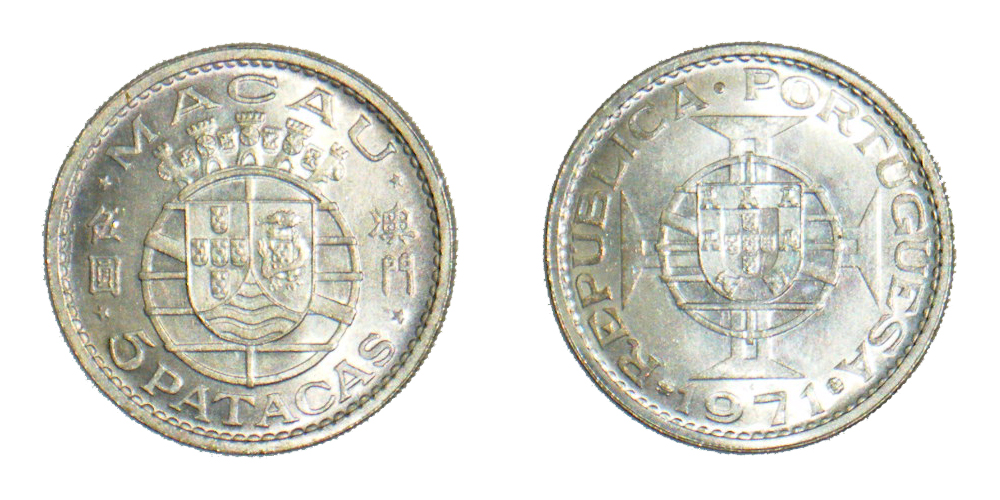
5 Pataca, 1971
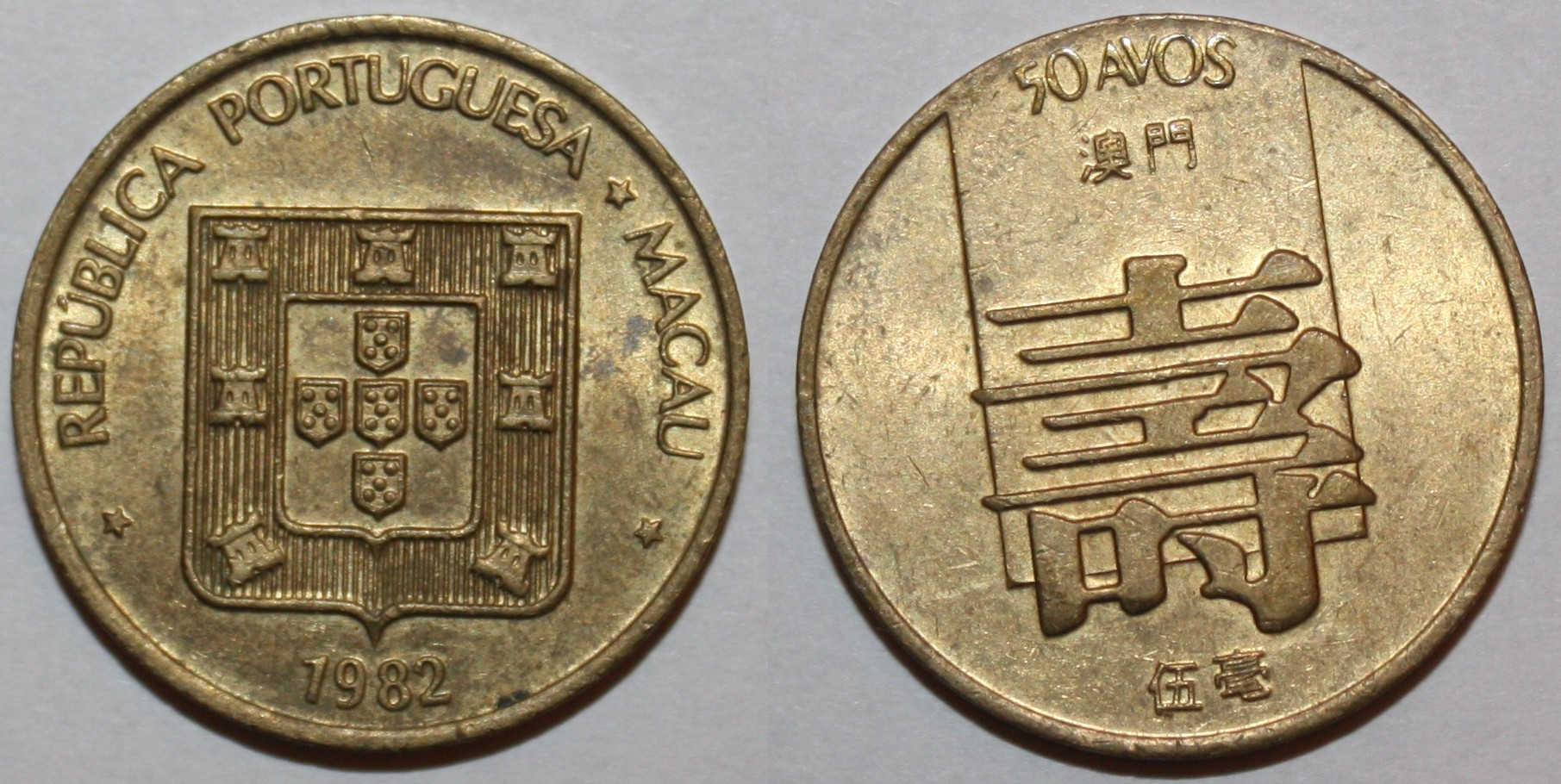
50 Avos, 1982
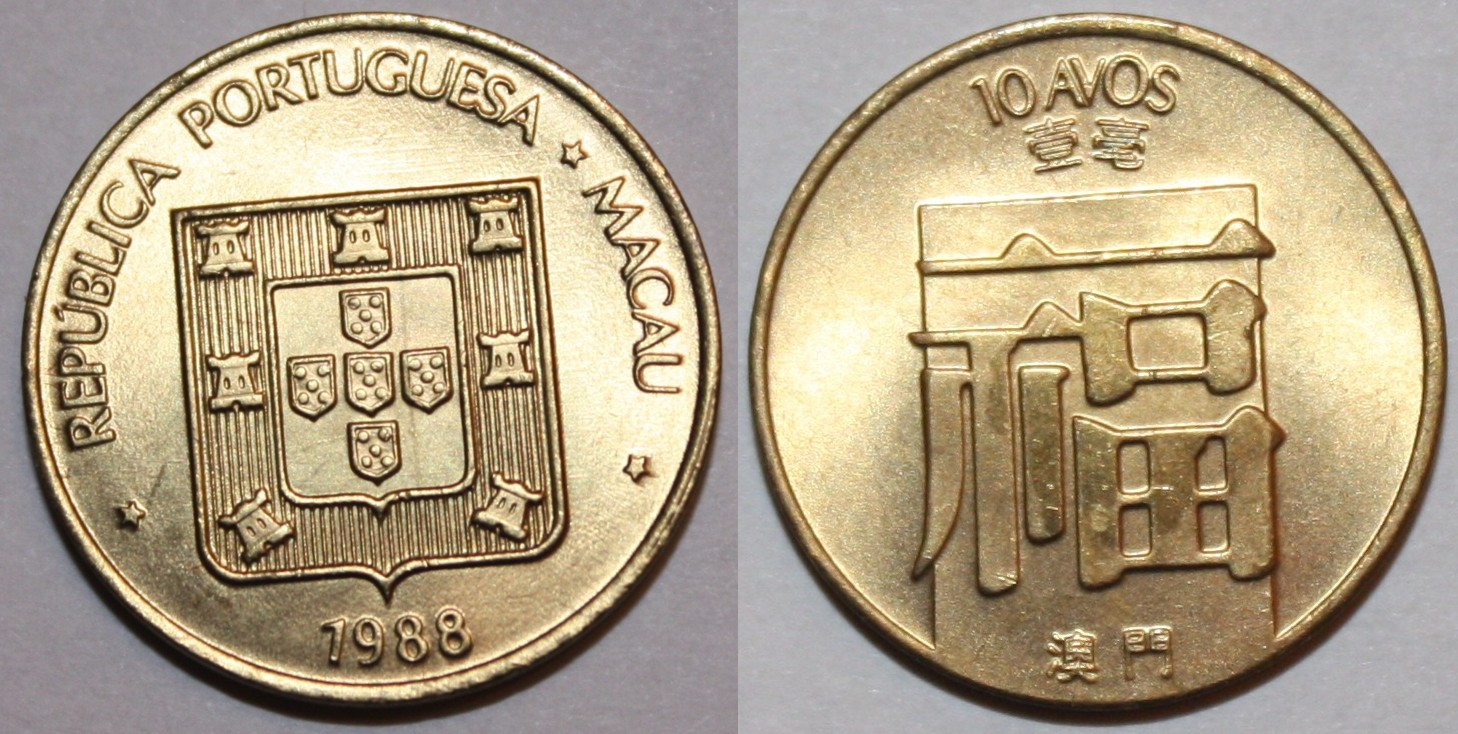
10 Avos, 1988
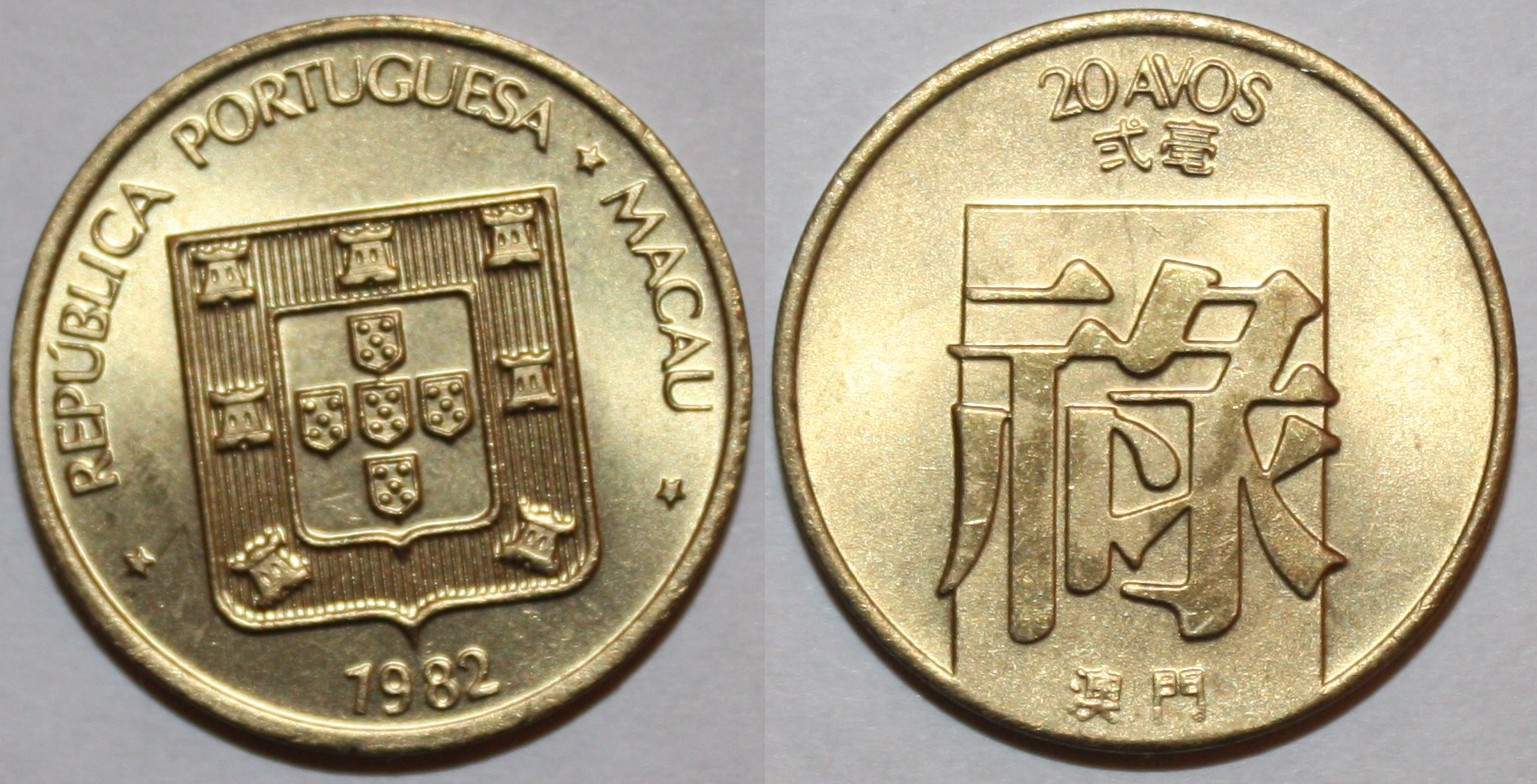
20 Avos, 1982
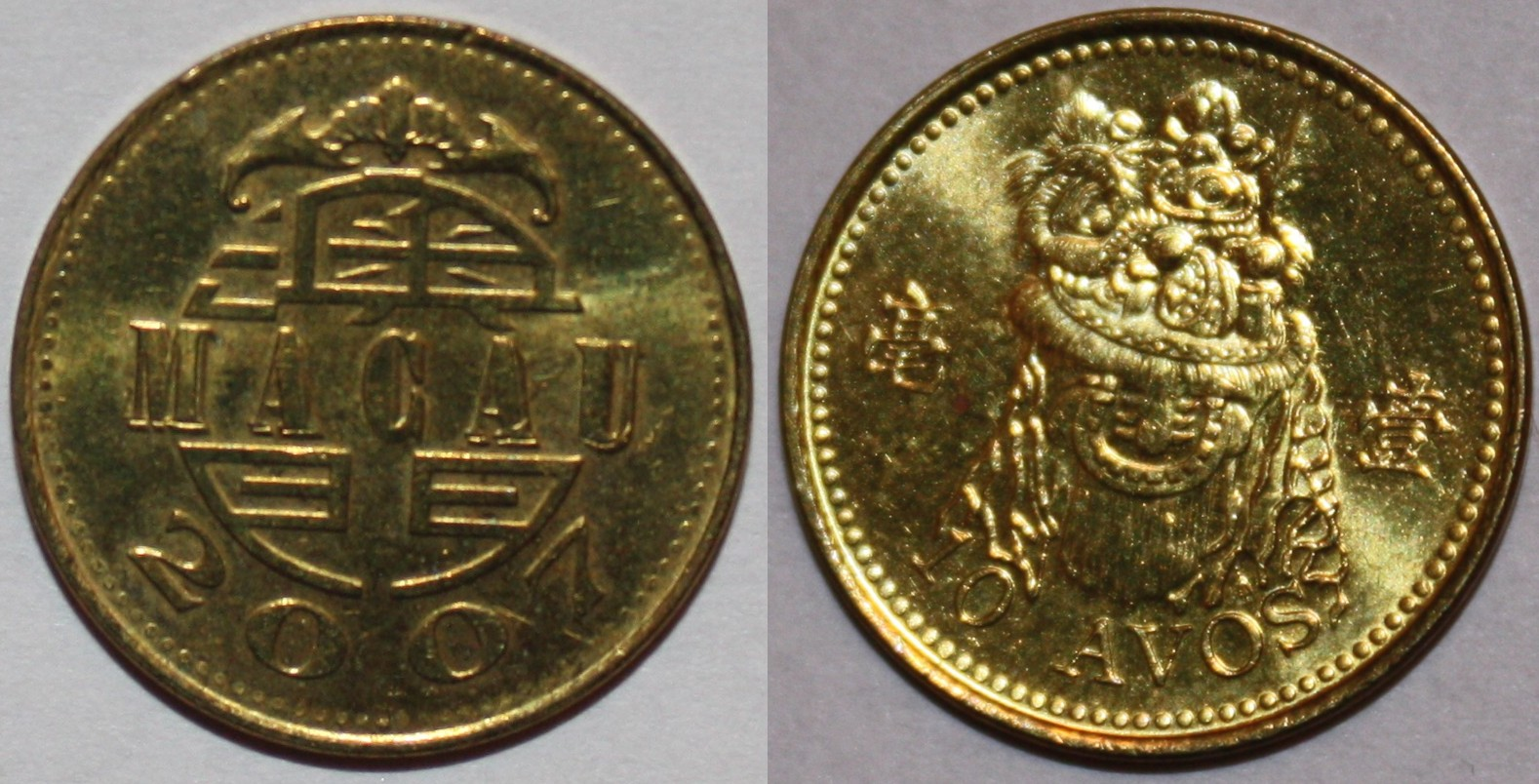
10 Avos, 2007
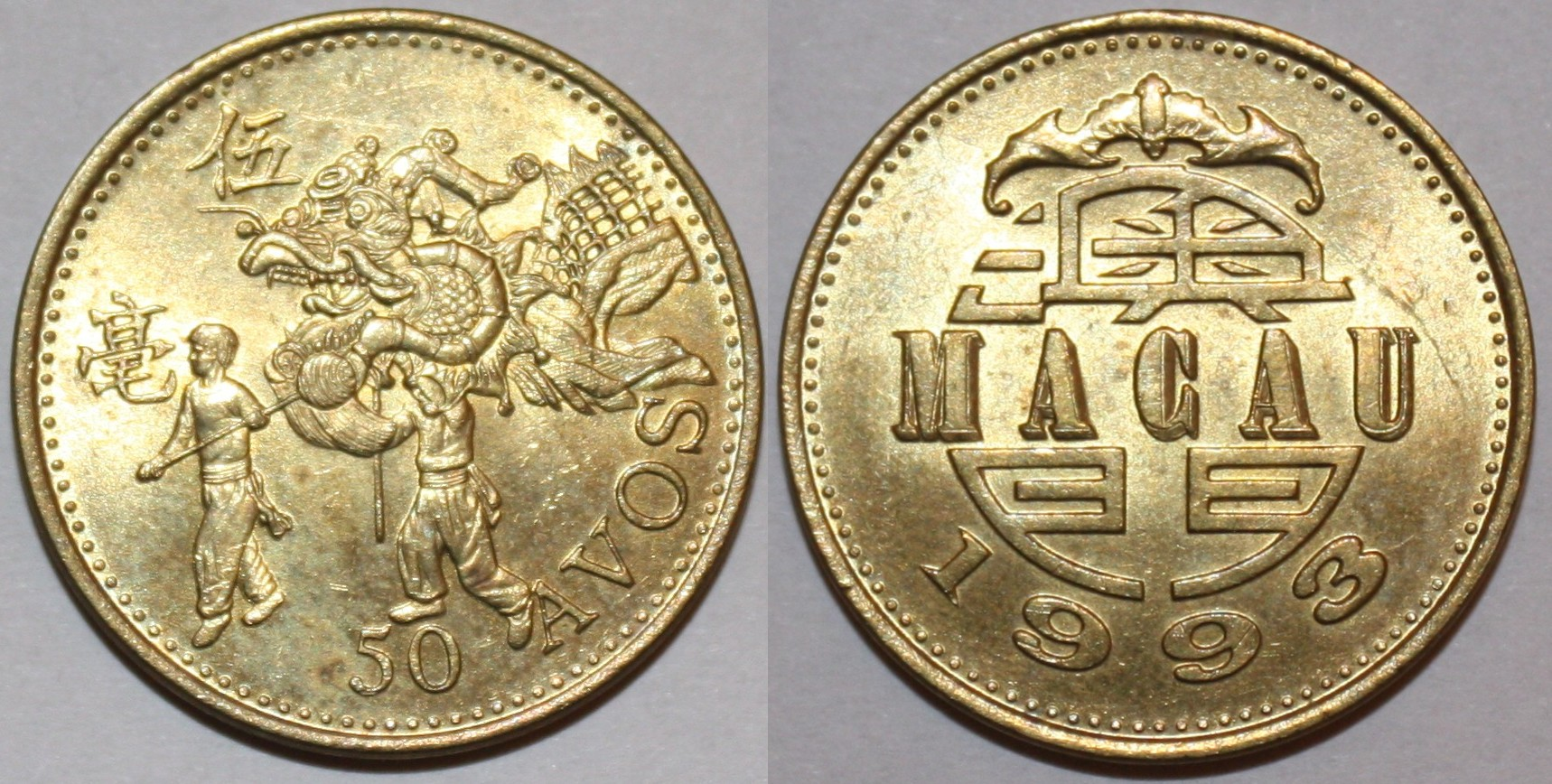
50 Avos, 1993
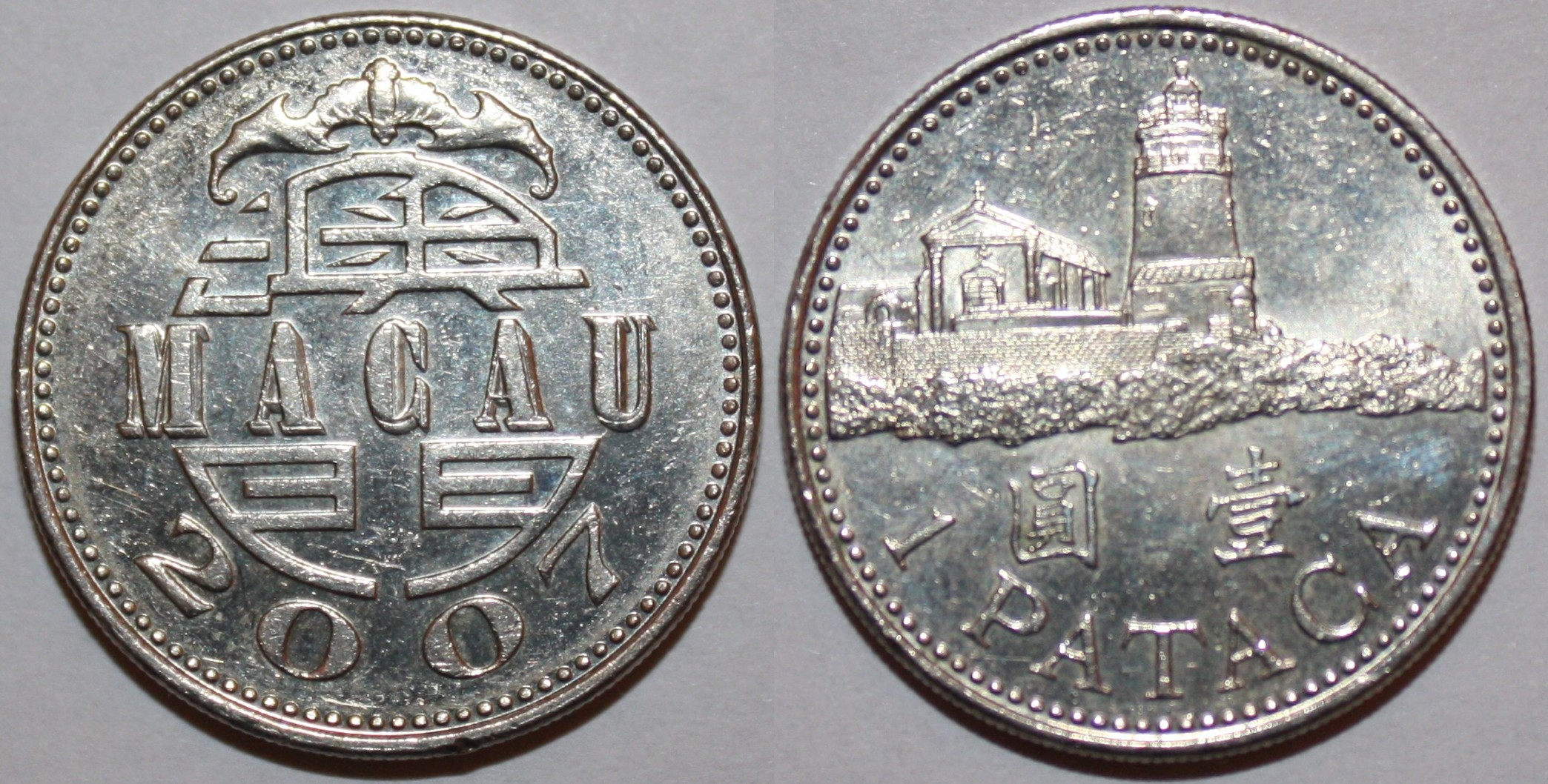
1 Pataca, 2007
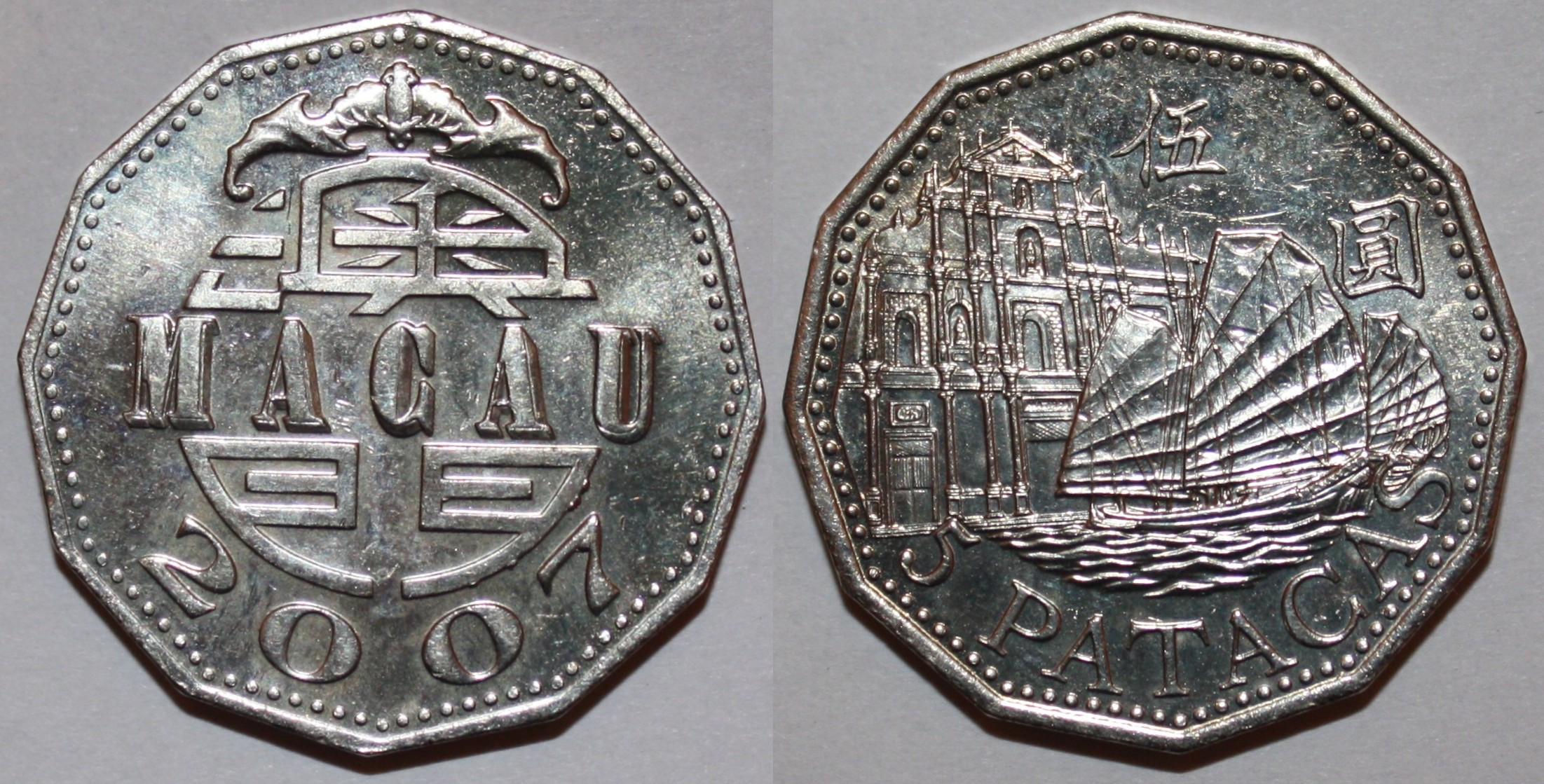
5 Pataca, 2007